# Jean-François Heurtier
Pour les personnes de même nom de famille, voir Heurtier.
Jean-François Heurtier, né à Paris le 6 mars 1739 et mort à Versailles le 16 avril 1822, est un architecte français.

## Biographie
Élève de l'Académie royale de peinture et de sculpture, il obtient le Grand prix d'architecture en 1765 et est reçu à l'Académie royale d'architecture en 1776. À la suite de la suppression de cette dernière, il est élu au nouvel Institut de France en 1801. Il en sera d'ailleurs président durant deux trimestres en 1806.
Il est architecte du roi en second aux côtés de Louis-Denis Le Camus, puis inspecteur général des bâtiments du roi sous le règne de Louis XVI, puis architecte du gouvernement et de la ville de Paris ensuite.
Ses œuvres principales sont le théâtre Montansier, en 1777, à Versailles ainsi que le théâtre dit « salle Favart » de la Comédie italienne devenue l'Opéra comique, en 1780, à Paris et qui sera incendié en 1887.
En 1804, il devient commissaire voyer de la ville de Paris, puis en 1807, membre du Conseil des bâtiments civils et, en 1809, inspecteur général de la grande voirie.